# Колдуел (окръг, Мисури)
Окръг Колдуел (на английски: Caldwell County) е окръг в щата Мисури, Съединени американски щати. Площта му е 0 km², а населението - 8969 души (2000). Административен център е град Кингстън.